# Homotoma maculata
Homotoma maculata är en insektsart som först beskrevs av Yang 1984.  Homotoma maculata ingår i släktet Homotoma och familjen Homotomidae. Inga underarter finns listade i Catalogue of Life.